# Triumfetta grandidens
Triumfetta grandidens är en malvaväxtart som beskrevs av Henry Fletcher Hance. Triumfetta grandidens ingår i släktet triumfettor, och familjen malvaväxter. Utöver nominatformen finns också underarten T. g. glabra.